# Charlize Theron
Charlize Theron (/ʃɑːrˈliːz ˈθɛrən/ shar-LEEZ-_-THERR-ən; Africâner: /ʃarˈlis ˈtrɔn/; Benoni, 7 de agosto de 1975), é uma atriz e produtora sul-africana e americana. Uma das atrizes mais bem pagas do mundo, ela recebeu vários prêmios, incluindo um Oscar e um Globo de Ouro. Em 2016, a Time a nomeou uma das 100 pessoas mais influentes do mundo.
Theron ganhou destaque internacional na década de 1990 ao interpretar a protagonista nos filmes de Hollywood The Devil's Advocate (1997), Mighty Joe Young (1998) e The Cider House Rules (1999). Ela recebeu elogios da crítica por sua interpretação da assassina em série Aileen Wuornos em Monster (2003), pelo qual ganhou o Urso de Prata e o Oscar de Melhor Atriz, tornando-se a primeira sul-africana a ganhar um Oscar de atuação. Ela recebeu outra indicação ao Oscar por interpretar uma mulher abusada sexualmente em busca de justiça no drama North Country (2005).
Theron estrelou vários filmes de ação de sucesso comercial, incluindo The Italian Job (2003), Hancock (2008), Snow White and the Huntsman (2012), Prometheus (2012), Mad Max: Fury Road (2015), The Fate of the Furious (2017), Atomic Blonde (2017), The Old Guard (2020), F9 (2021) e Fast X (2023). Ela recebeu elogios por interpretar mulheres problemáticas nas comédias dramáticas de Jason Reitman, Young Adult (2011) e Tully (2018), e por interpretar Megyn Kelly no drama biográfico Bombshell (2019), pelo qual recebeu sua terceira indicação ao Oscar.
Desde o início dos anos 2000, Theron se aventurou na produção de filmes com sua empresa Denver e Delilah Productions. Ela produziu vários filmes, em muitos dos quais teve um papel principal, incluindo The Burning Plain (2008), Dark Places (2015) e Long Shot (2019). Theron se tornou cidadã americana em 2007, mantendo sua cidadania sul-africana. Ela foi homenageada com uma estrela de cinema na Calçada da Fama de Hollywood.

## Vida pregressa
Theron nasceu em Benoni, na província de Transvaal (província de Gauteng desde 1994) na África do Sul em 7 de agosto de 1975. Ela é filha única de construtores de estradas Gerda (née Maritz) e Charles Theron (27 de novembro de 1947 - 21 de junho de 1991).:16-18, 34 O líder militar da Segunda Guerra dos Bôeres, Danie Theron, era seu tio-bisavô.:14 Ela é de uma família africâner, e sua ascendência inclui holandeses, bem como franceses e alemães. Seus antepassados franceses foram os primeiros huguenotes na África do Sul.:14
Ela cresceu na fazenda de seus pais em Benoni, perto de Joanesburgo. Em 21 de junho de 1991, o pai de Theron, um alcoólatra, ameaçou Charlize e sua mãe enquanto estava bêbado, atacando fisicamente sua mãe e disparando uma arma contra ambas. A mãe de Theron recuperou sua própria arma, atirou de volta e o matou. O tiroteio foi legalmente considerado legítima defesa, e sua mãe não enfrentou acusações.
Theron frequentou a Putfontein Primary School (Laerskool Putfontein), um período durante o qual ela disse que não estava "se encaixando". Ela frequentemente ficava doente com icterícia durante a infância e os antibióticos que lhe eram administrados faziam com que seus dentes de leite incisivos superiores apodrecessem; eles tiveram que ser removidos cirurgicamente. Os dentes permanentes de Theron não cresceram até que ela tivesse aproximadamente dez anos de idade. Aos 13 anos, Theron foi enviada para um internato e começou seus estudos na Escola Nacional de Artes em Joanesburgo. Sobre sua infância em seu país natal, Theron disse: “Eu cresci como filha única na África do Sul, e havia turbulência em minha família, mas o ambiente era tão bom. Eu geralmente estava descalça na terra: sem Game Boys, sem computadores, e tínhamos sanções, então não havia shows. Isso significava que você tinha que se divertir.”[carece de fontes?]
Embora Theron seja fluente em inglês, sua primeira língua é o africâner.

## Carreira

### Primeiros trabalhos (1991-1996)
Embora se visse como dançarina, Theron ganhou um contrato de modelo de um ano aos 16 anos  em uma competição local em Salerno, Itália e se mudou com sua mãe para Milão, Itália. Depois que Theron passou um ano como modelo por toda a Europa, ela e sua mãe se mudaram para os Estados Unidos; elas residiram na cidade de Nova York e Miami. Em Nova York, ela frequentou a Joffrey Ballet School, onde treinou como dançarina de balé até que uma lesão no joelho fechou seu caminho de carreira. Como Theron lembrou em 2008:
Fui para Nova York por três dias para modelar, e então passei um inverno em Nova York no apartamento sem janelas de um amigo no porão. Eu estava falida, estava fazendo aulas no Joffrey Ballet, e meus joelhos cederam. Percebi que não conseguia mais dançar, e entrei em uma grande depressão. Minha mãe veio da África do Sul e disse: "Ou você descobre o que fazer a seguir ou volta para casa, porque você pode ficar de mau humor na África do Sul".
Em 1994, Theron voou para Los Angeles com uma passagem só de ida que sua mãe comprou para ela; ela pretendia trabalhar na indústria cinematográfica. Durante seus primeiros meses lá, ela morou em um motel com o orçamento de US$ 300 que sua mãe lhe dera; ela continuou recebendo cheques de Nova York e vivia "de salário em salário". Theron roubou pão de uma cesta em um restaurante para sobreviver. Um dia, ela foi a um banco na Hollywood Boulevard para descontar alguns cheques, incluindo um que sua mãe havia enviado para ajudar com o aluguel; no entanto; o cheque de sua mãe foi rejeitado porque era de fora do estado e ela não era cidadã americana. Theron discutiu e implorou ao caixa do banco até que o agente de talentos John Crosby, que era o próximo cliente atrás dela, descontou para ela e deu a ela seu cartão de visita.
Crosby apresentou Theron a uma escola de atuação. Em 1995, ela desempenhou seu primeiro papel não falado no filme de terror Children of the Corn III: Urban Harvest. No primeiro papel falado de Theron, ela interpretou a assassina de aluguel Helga Svelgen em 2 Days in the Valley (1996). Apesar das críticas mistas do filme, Theron chamou a atenção devido à sua beleza e a uma cena em que lutou contra o personagem de Teri Hatcher. Theron temia ser estereotipada como personagens semelhantes a Helga e lembrou-se de ter sido solicitada a repetir sua atuação no filme durante as audições: "Muitas pessoas estavam dizendo: 'Você deve bater enquanto o ferro está quente' [...] Mas interpretar o mesmo papel repetidamente não lhe dá nenhuma longevidade. E eu sabia que seria mais difícil para mim, por causa da minha aparência, ramificar-se para diferentes tipos de papéis".
Ao fazer o teste para Showgirls, Theron foi apresentada ao agente de talentos JJ Harris pela diretora de elenco Johanna Ray. Ela se lembrou de ter ficado surpresa com quanta fé Harris tinha em seu potencial. Theron se referiu a Harris como sua mentora. Harris encontrou roteiros e filmes para Theron em uma variedade de gêneros e a encorajou a se tornar uma produtora. Ela serviu como agente de Theron por mais de 15 anos.

### Avanço (1997–2002)
A carreira de Theron se expandiu no final da década de 1990. No drama de terror The Devil's Advocate (1997), que é creditado como seu filme de sucesso, Theron estrelou ao lado de Keanu Reeves e Al Pacino como a esposa assombrada de um advogado de sucesso incomum. Posteriormente, ela estrelou o filme de aventura Mighty Joe Young (1998) como a amiga e protetora de um gorila gigante da montanha, e no drama The Cider House Rules (1999), como uma mulher que busca um aborto no Maine da Segunda Guerra Mundial. Enquanto Mighty Joe Young fracassou nas bilheterias, The Devil's Advocate e The Cider House Rules foram bem-sucedidos comercialmente. Ela apareceu na capa da edição de janeiro de 1999 da Vanity Fair como a "White Hot Venus". A edição de maio de 1999 da revista Playboy também apresentou Theron na capa; as fotos de Theron usadas pela Playboy foram tiradas vários anos antes, quando ela era uma modelo desconhecida, e Theron processou a revista sem sucesso por publicá-las sem seu consentimento.
No início dos anos 2000, Theron continuou a assumir papéis em filmes como Reindeer Games (2000), The Yards (2000), The Legend of Bagger Vance (2000), Men of Honor (2000), Sweet November (2001), The Curse of the Jade Scorpion (2001) e Trapped (2002), todos os quais, apesar de alcançarem apenas um sucesso comercial limitado, ajudaram a estabelecê-la como atriz. Sobre esse período de sua carreira, Theron comentou: "Continuei me encontrando em um lugar onde os diretores me apoiavam, mas os estúdios não. [Comecei] um caso de amor com diretores, aqueles que eu realmente admirava. Também me vi fazendo filmes realmente ruins. Reindeer Games não foi um bom filme, mas fiz isso porque amava [o diretor] John Frankenheimer".

### Reconhecimento mundial e sucesso crítico (2003–2008)

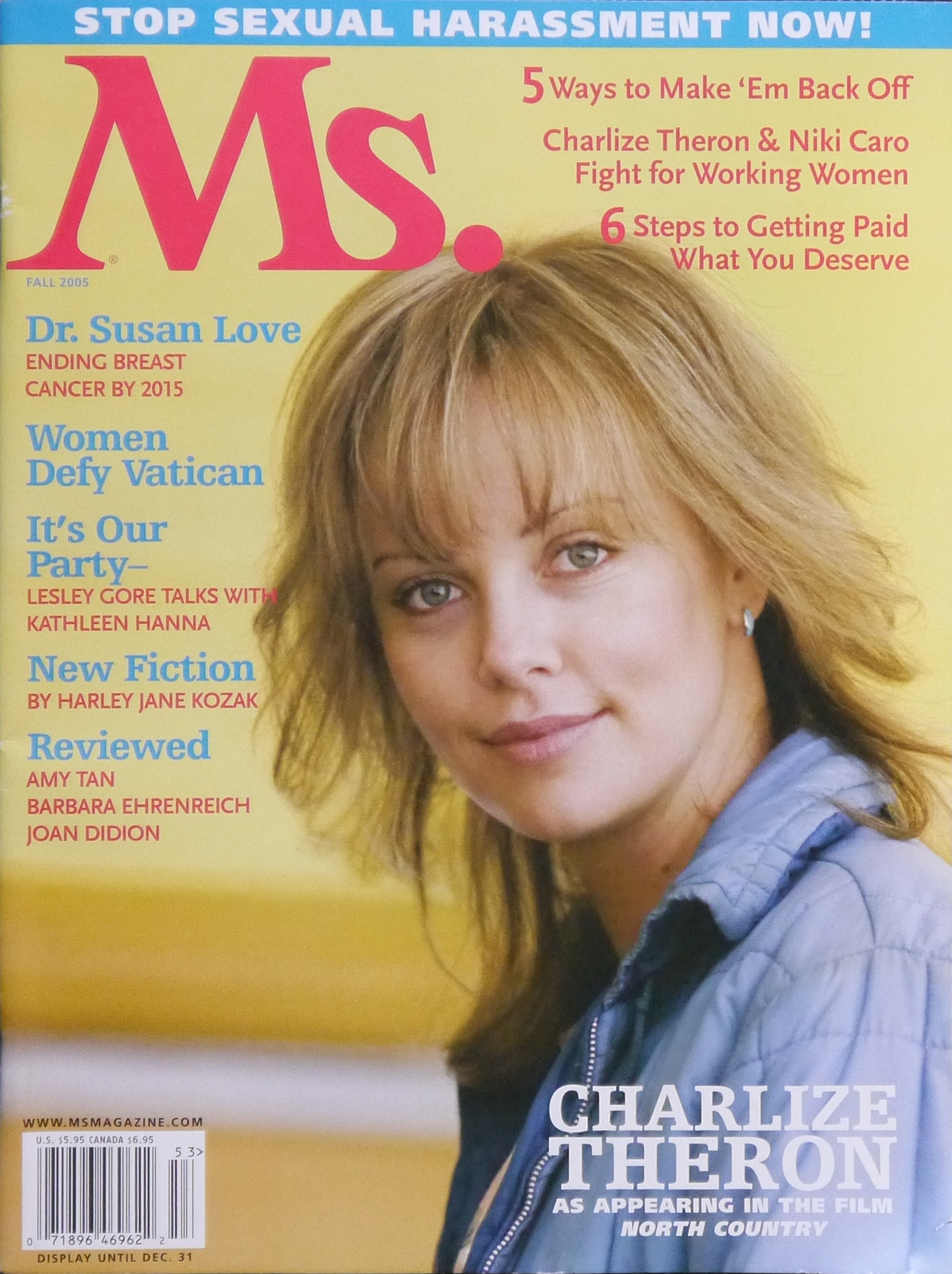
Theron na capa da revista Ms. em 2005

Theron estrelou como um técnico de cofres no filme de assalto de 2003 The Italian Job, uma homenagem americana/ remake do filme britânico de 1969 de mesmo nome, dirigido por F. Gary Gray e ao lado de Mark Wahlberg, Edward Norton, Jason Statham, Seth Green e Donald Sutherland. O filme foi um sucesso de bilheteria, arrecadando US$ 176 milhões em todo o mundo.
Em Monster (2003), Theron interpretou a assassina em série Aileen Wuornos, uma ex-prostituta que foi executada na Flórida em 2002 por matar seis homens (ela não foi julgada por um sétimo assassinato) no final dos anos 1980 e início dos anos 1990; o crítico de cinema Roger Ebert sentiu que Theron deu "uma das maiores performances da história do cinema". Por sua interpretação, ela recebeu o Oscar de Melhor Atriz no 76º Oscar em fevereiro de 2004, bem como o Screen Actors Guild Award e o Globo de Ouro. Ela é a primeira sul-africana a ganhar um Oscar de Melhor Atriz. A vitória no Oscar a empurrou para a lista de 2006 do The Hollywood Reporter das atrizes mais bem pagas de Hollywood, ganhando até US$ 10 milhões por um filme; ela ficou em sétimo lugar. O AskMen a nomeou a mulher mais desejável de 2003.
Por seu papel como a atriz e cantora sueca Britt Ekland no filme da HBO de 2004 The Life and Death of Peter Sellers, Theron recebeu indicações ao Globo de Ouro e ao Primetime Emmy Award. Em 2005, ela interpretou Rita, o interesse amoroso com deficiência mental de Michael Bluth (Jason Bateman), na terceira temporada da série de televisão da Fox, Arrested Development, e estrelou o thriller de ficção científica financeiramente malsucedido Æon Flux; por seu trabalho de dublagem no videogame Aeon Flux, ela recebeu o prêmio Spike Video Game de Melhor Performance de uma Mulher Humana.

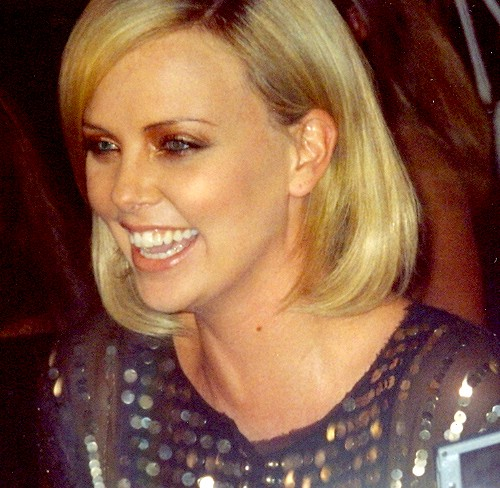
Theron participando da estreia de North Country no Festival Internacional de Cinema de Toronto de 2005

No drama aclamado pela crítica North Country (2005), Theron interpretou uma mãe solteira e uma trabalhadora de mina de ferro sofrendo assédio sexual. David Rooney, da Variety, escreveu: "O filme representa um próximo passo confiante para a protagonista Charlize Theron. Embora os desafios de seguir um papel de redefinição de carreira no Oscar tenham frustrado as atrizes, Theron transita de Monster para uma performance em muitos aspectos mais realizada [...] A força tanto da performance quanto da personagem ancoram o filme firmemente na tradição de outros dramas sobre mulheres da classe trabalhadora liderando a luta por questões do local de trabalho industrial, como Norma Rae ou Silkwood." Roger Ebert ecoou o mesmo sentimento, chamando-a de "uma atriz que tem a beleza de uma modelo, mas encontrou recursos dentro de si para esses papéis poderosos sobre mulheres nada glamorosas no mundo dos homens." Por sua performance, ela recebeu indicações ao Oscar e ao Globo de Ouro de Melhor Atriz. A revista Ms. a homenageou por esta performance com um artigo de destaque em sua edição de outono de 2005. Em 30 de setembro de 2005, Theron recebeu uma estrela na Calçada da Fama de Hollywood.

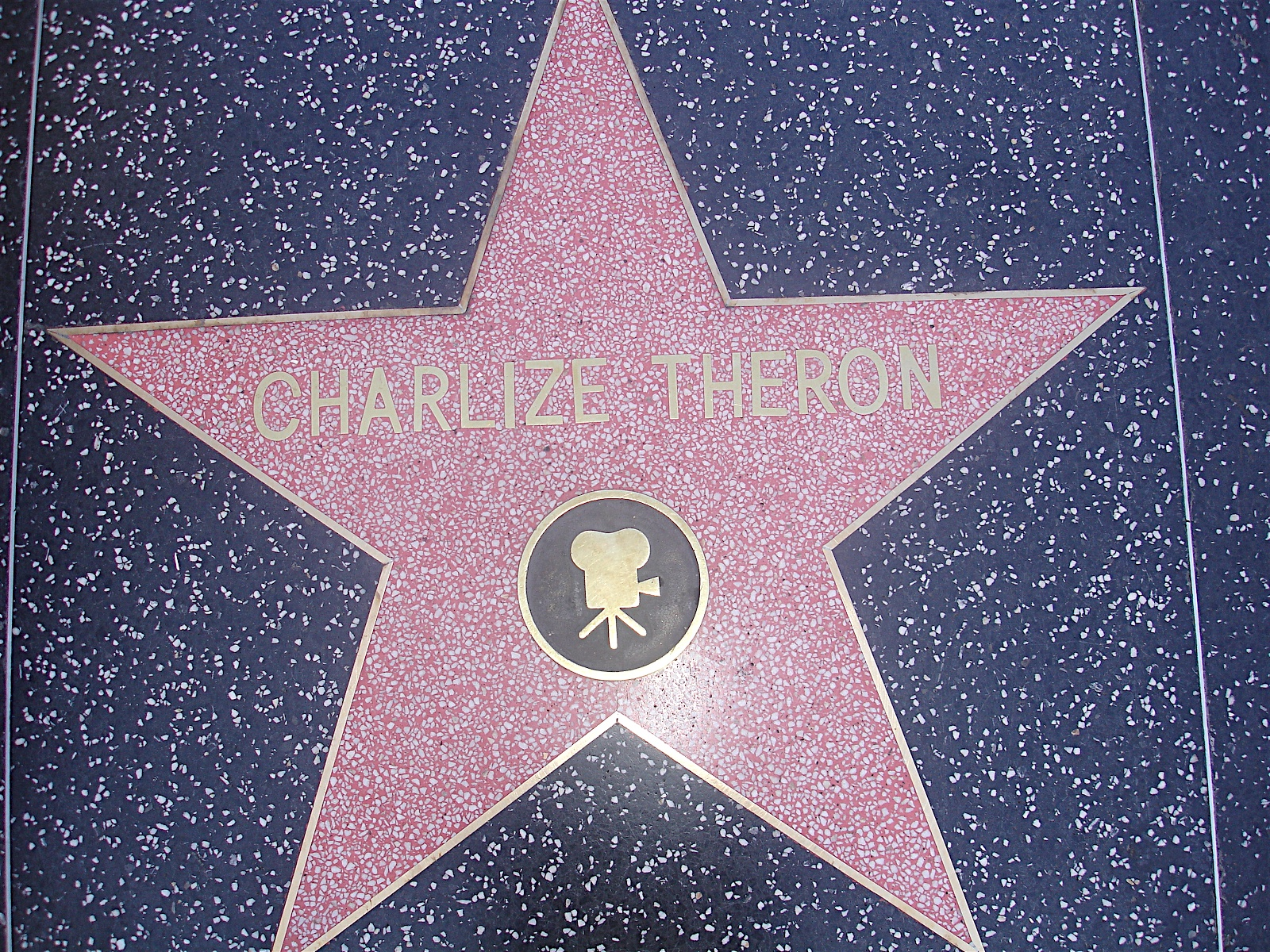
Theron possui sua estrela na Calçada da Fama em Hollywood.

Em 2007, Theron interpretou uma detetive de polícia no aclamado filme policial In the Valley of Elah, e produziu e estrelou como uma mãe imprudente e desleixada no filme dramático Sleepwalking, ao lado de Nick Stahl e AnnaSophia Robb. The Christian Science Monitor elogiou o último filme, comentando que "Apesar de suas deficiências e do tempo de tela inadequado atribuído a Theron (que é muito bom), Sleepwalking tem um núcleo de sentimento". Em 2008, Theron estrelou como uma mulher que enfrentou uma infância traumática no drama The Burning Plain, dirigido por Guillermo Arriaga e ao lado de Jennifer Lawrence e Kim Basinger, e interpretou a ex-esposa de um super-herói alcoólatra ao lado de Will Smith no filme de super-heróis Hancock. The Burning Plain teve um lançamento limitado nos cinemas dos EUA, mas arrecadou US$ 5.267.917 fora dos EUA. Hancock arrecadou US$ 624,3 milhões em todo o mundo. Também em 2008, Theron foi nomeada Mulher do Ano pela Hasty Pudding Theatricals, e foi convidada para ser uma Mensageira da Paz da ONU pelo Secretário-Geral da ONU, Ban Ki-moon.

### Hiato e flutuações na carreira (2009–2016)
Seus lançamentos cinematográficos em 2009 foram o drama pós-apocalíptico The Road, no qual ela aparece brevemente em flashbacks, e o filme de animação Astro Boy, dando sua voz para um personagem. Em 4 de dezembro de 2009, Theron co-apresentou o sorteio da Copa do Mundo FIFA de 2010 na Cidade do Cabo, África do Sul, acompanhada por várias outras celebridades de nacionalidade ou ascendência sul-africana. Durante os ensaios, ela desenhou uma bola da Irlanda em vez da França como uma piada às custas da FIFA, referindo-se à controvérsia do handebol de Thierry Henry na partida de play-off entre França e Irlanda. A façanha alarmou a FIFA o suficiente para que ela temesse que ela pudesse fazê-lo novamente na frente de uma audiência global ao vivo.
Após um hiato de dois anos nos filmes, Theron voltou aos holofotes em 2011 com a comédia de humor negro Young Adult. Dirigido por Jason Reitman, o filme recebeu elogios da crítica, principalmente por sua atuação como uma escritora fantasma de 37 anos, divorciada, alcoólatra e deprimida. Richard Roeper concedeu ao filme uma nota A, afirmando que "Charlize Theron oferece uma das performances mais impressionantes do ano". Ela foi indicada ao Globo de Ouro e a vários outros prêmios. Roger Ebert a chamou de uma das melhores atrizes que trabalham hoje.

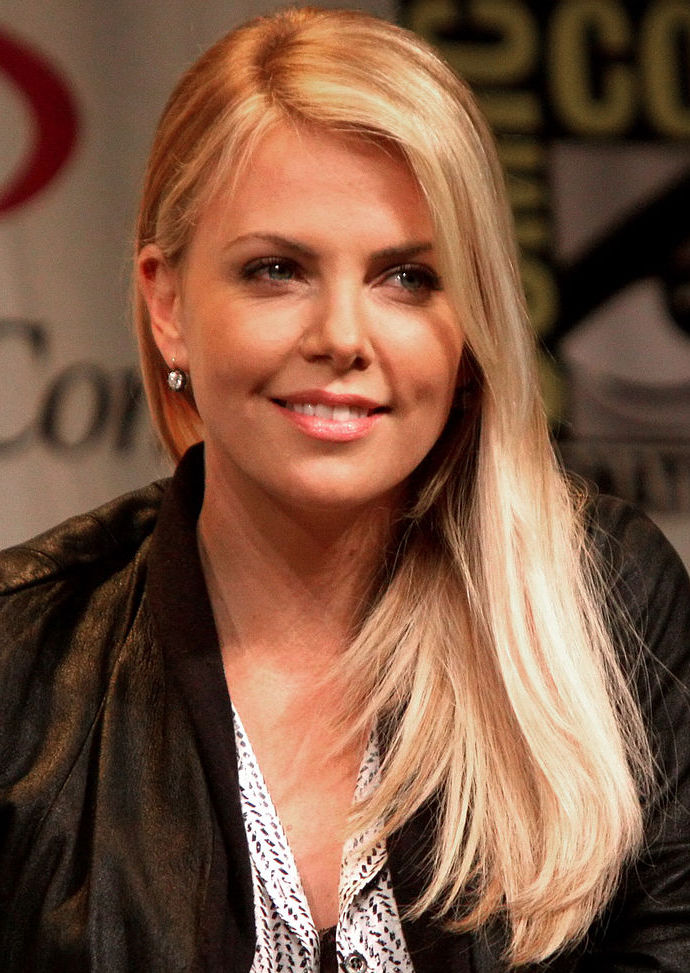
Theron promovendo Prometheus na 2012 WonderCon de 2012

Em 2012, Theron assumiu o papel de vilã em dois filmes de grande orçamento. Ela interpretou a Rainha Má Ravenna, a madrasta malvada de Branca de Neve, em Snow White and the Huntsman, ao lado de Kristen Stewart e Chris Hemsworth, e apareceu como um membro da equipe com uma agenda oculta em Prometheus, de Ridley Scott. Mick LaSalle, do San Francisco Chronicle, considerou Snow White and the Huntsman "[um] filme lento e chato que não tem charme e é destacado apenas por um punhado de efeitos especiais e pela verdadeira rainha má de Charlize Theron", enquanto o escritor do The Hollywood Reporter, Todd McCarthy, descrevendo seu papel em Prometheus, afirmou: "Theron está no modo deusa do gelo aqui, com ênfase no gelo [...] mas perfeita para o papel do mesmo jeito". Ambos os filmes foram grandes sucessos de bilheteria, arrecadando cerca de US$ 400 milhões internacionalmente cada. No ano seguinte, Vulture / NYMag a nomeou a 68ª Estrela Mais Valiosa de Hollywood, dizendo: "Estamos felizes que Theron possa permanecer na lista em um ano em que ela não lançou nada [...] qualquer atriz que tenha esse tipo de habilidade, beleza e ferocidade deve ter um lugar permanente em Hollywood". Em 10 de maio de 2014, Theron apresentou o Saturday Night Live na NBC. Em 2014, Theron assumiu o papel da esposa de um infame fora da lei no filme de comédia de faroeste A Million Ways to Die in the West, dirigido por Seth MacFarlane, que foi recebido com críticas medíocres e retornos moderados de bilheteria.
Em 2015, Theron interpretou a única sobrevivente do massacre de sua família na adaptação cinematográfica do romance Dark Places de Gillian Flynn, dirigido por Gilles Paquet-Brenner, no qual teve crédito de produtora, e estrelou como Imperatriz Furiosa em Mad Max: Fury Road (2015), ao lado de Tom Hardy. Mad Max recebeu ampla aclamação da crítica, com elogios a Theron pela natureza dominante de sua personagem. O filme arrecadou US$ 378,4 milhões em todo o mundo. Em seguida, ela reprisou seu papel como Rainha Ravenna no filme de 2016 The Huntsman: Winter's War, uma sequência de Snow White and the Huntsman, que foi um fracasso comercial e de crítica. Em 2016, Theron estrelou como uma médica e ativista trabalhando na África Ocidental no drama romântico pouco visto The Last Face, com Sean Penn, forneceu sua voz para o filme de fantasia em stop-motion 3D Kubo and the Two Strings, e produziu o drama independente Brain on Fire. Naquele ano, a Time a nomeou na lista da Time 100 das pessoas mais influentes do mundo.

### Ressurgimento (2017–presente)

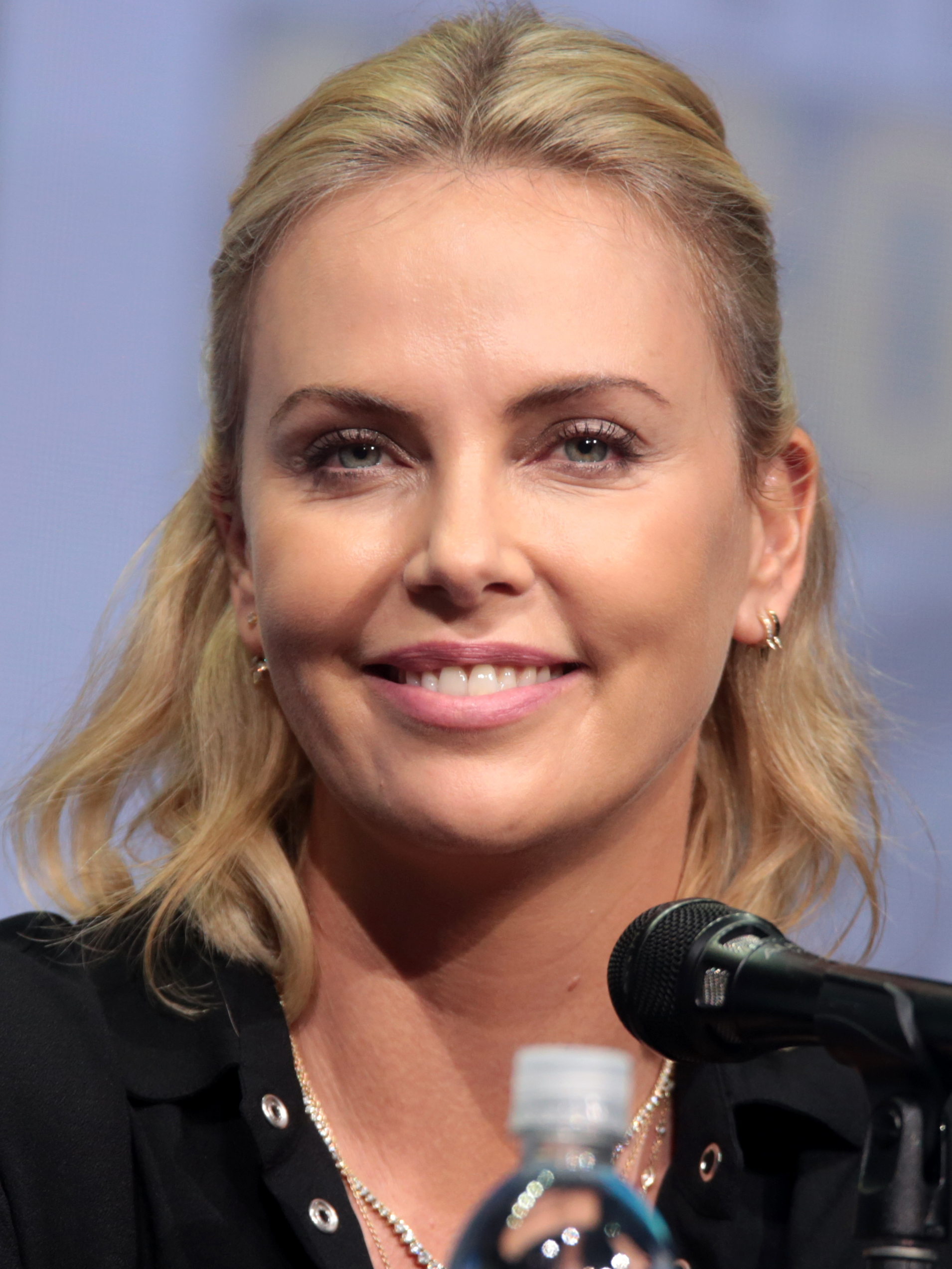
Theron na San Diego Comic-Con de 2017

Em 2017, Theron estrelou em The Fate of the Furious como o ciberterrorista Cipher, o principal antagonista de toda a franquia, e interpretou um espião na véspera do colapso do Muro de Berlim em 1989 em Atomic Blonde, uma adaptação da história em quadrinhos The Coldest City, dirigida por David Leitch. The Fate of The Furious teve uma arrecadação mundial de US$ 1,2 bilhão. e Atomic Blonde foi descrito por Richard Roeper do Chicago Sun-Times como "um veículo elegante para os encantos magnéticos e durões de Charlize Theron, que agora é oficialmente uma estrela de ação de primeira linha com a força deste filme e Mad Max: Fury Road". Na comédia de humor negro Tully (2018), dirigida por Jason Reitman e escrita por Diablo Cody, Theron interpretou uma mãe sobrecarregada de três filhos. O filme foi aclamado pela crítica, que concluiu que ele "se aprofunda na experiência moderna da paternidade com uma mistura admiravelmente hábil de humor e honestidade crua, trazida à vida por uma atuação notável de Charlize Theron". Ela interpretou a presidente de uma empresa farmacêutica no filme policial Gringo e produziu o filme biográfico de drama de guerra A Private War, ambos lançados em 2018.
Em 2019, Theron produziu e estrelou o filme de comédia romântica Long Shot, ao lado de Seth Rogen e dirigido por Jonathan Levine, retratando uma Secretária de Estado dos EUA que se reconecta com uma jornalista que ela costumava cuidar. O filme teve sua estreia mundial no South by Southwest em março de 2019 e foi lançado em 3 de maio de 2019, com críticas positivas dos críticos de cinema. Theron estrelou em seguida como Megyn Kelly no drama Bombshell, que ela coproduziu. Dirigido por Jay Roach, o filme gira em torno das alegações de assédio sexual feitas contra o CEO da Fox News, Roger Ailes, por ex-funcionárias. Por seu trabalho no filme, Theron foi indicada ao Oscar de Melhor Atriz, Globo de Ouro de Melhor Atriz em Filme - Drama, Critics' Choice Movie Award de Melhor Atriz, Screen Actor Guild Award de Melhor Performance de Atriz em Papel Principal, e BAFTA Award de Melhor Atriz em Papel Principal. No mesmo ano, a Forbes a classificou como a nona atriz mais bem paga do mundo, com uma renda anual de US$ 23 milhões. Em 2020, ela produziu e estrelou ao lado de KiKi Layne em The Old Guard, dirigido por Gina Prince-Bythewood. No ano seguinte, ela reprisou seu papel como Cipher em F9, originalmente previsto para ser lançado em 22 de maio de 2020, antes de seu adiamento para junho de 2021 devido à pandemia de COVID-19.
Em 2022, Theron apareceu em alguns projetos. Após o lançamento do filme em maio, foi revelado que Theron interpretaria a personagem Clea no Universo Cinematográfico Marvel (MCU), começando com sua estreia na cena dos créditos do filme de super-heróis Doctor Strange in the Multiverse of Madness. Ela interpretou Lady Lesso no filme de fantasia da Netflix The School for Good and Evil e filmou uma participação especial na abertua da 3ª temporada de The Boys como uma atriz interpretando Stormfront.
Em 2023, Theron reprisou seu papel como Cipher em Fast X e foi produtora executiva de Last Call: When a Serial Killer Stalked Queer New York, uma série documental que gira em torno de um serial killer que persegue homens gays para a HBO.

## Outros empreendimentos

### Ativismo

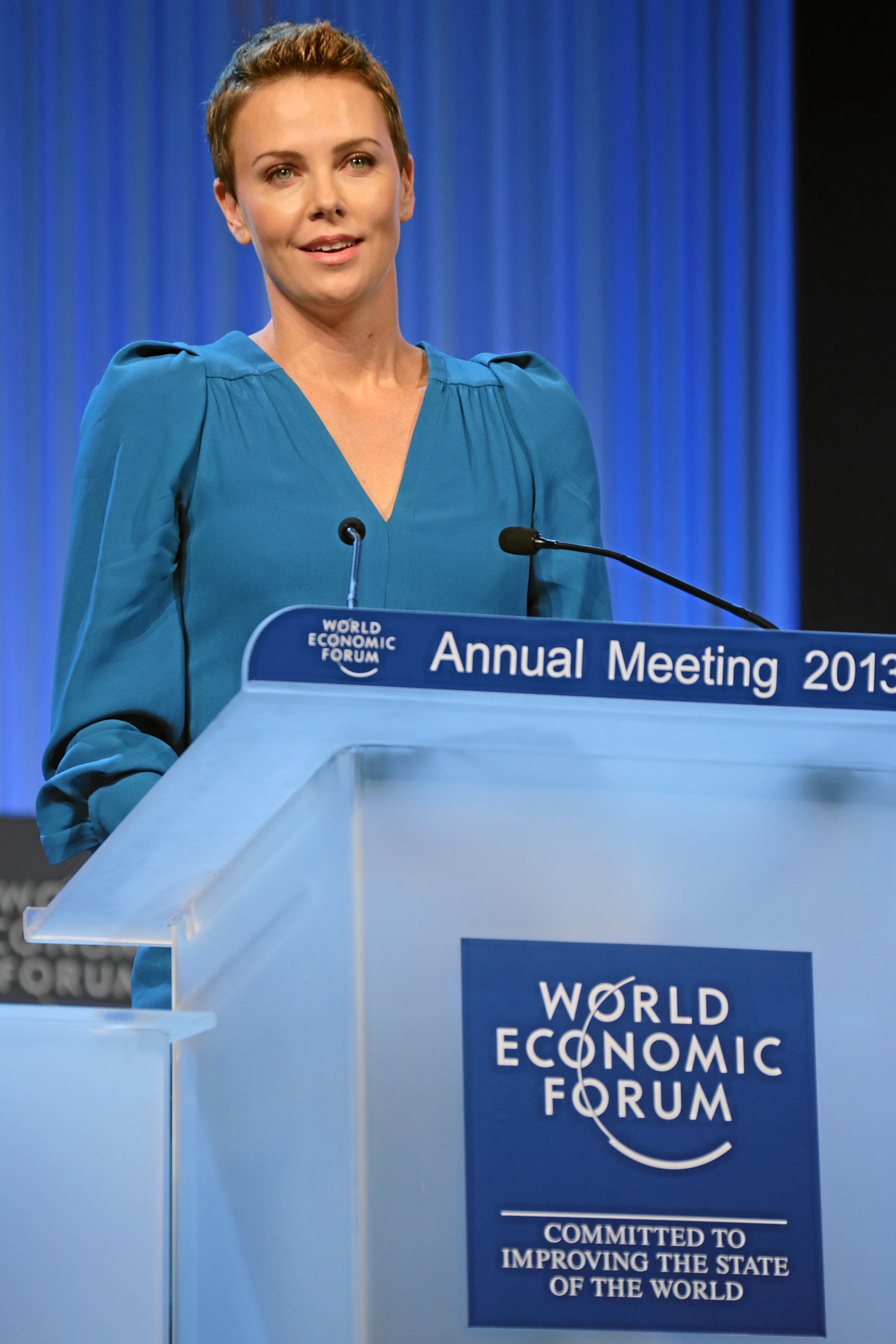
Theron falando em uma reunião do World Economic Forum em 2013

O Charlize Theron Africa Outreach Project (CTAOP) foi criado em 2007 por Theron, num esforço para apoiar os jovens africanos na luta contra o VIH/SIDA. Até Novembro de 2017, o CTAOP tinha angariado mais de 6,3 milhões de dólares para apoiar organizações africanas que trabalham no terreno.
Em 2008, Theron foi nomeada Mensageira da Paz das Nações Unidas. Em sua citação, Ban Ki-moon disse sobre Theron: "Você se dedicou consistentemente a melhorar a vida de mulheres e crianças na África do Sul e a prevenir e acabar com a violência contra mulheres e meninas."[carece de fontes?] Ela gravou um anúncio de serviço público em 2014 como parte do programa "Stop Rape Now" da ONU.
Em dezembro de 2009, a CTAOP e a Toms Shoes fizeram uma parceria para criar um sapato unissex de edição limitada. O sapato foi feito de materiais veganos e inspirado na árvore baobá africana, cuja silhueta foi bordada em tela azul e laranja. Dez mil pares foram doados a crianças carentes, e uma parte dos lucros foi para a CTAOP.
Em 2020, a CTAOP fez uma parceria com a Parfums Christian Dior para criar o Dior Stands With Women, uma iniciativa que inclui Cara Delevingne, Yalitza Aparicio, Paloma Elsesser e outras, para encorajar as mulheres a serem assertivas documentando sua jornada, desafios e realizações.
Theron está envolvida em organizações de direitos das mulheres e participou de manifestações pró-escolha.
Theron é uma defensora do casamento entre pessoas do mesmo sexo e participou de uma marcha e comício para apoiá-lo em Fresno, Califórnia, em 30 de maio de 2009. Ela declarou publicamente que se recusou a se casar até que o casamento entre pessoas do mesmo sexo se tornasse legal nos Estados Unidos, dizendo: "Eu não quero me casar porque agora a instituição do casamento parece muito unilateral, e eu quero viver em um país onde todos nós temos direitos iguais. Eu acho que seria exatamente o mesmo se fôssemos casados, mas para eu passar por esse tipo de cerimônia, porque eu tenho tantos amigos que são gays e lésbicas que gostariam tanto de se casar, que eu não seria capaz de dormir comigo mesma". Theron elaborou ainda mais sua posição em uma entrevista de junho de 2011 no Piers Morgan Tonight. Ela declarou: "Eu tenho um problema com o fato de que nosso governo não se esforçou o suficiente para tornar isso federal, para tornar [o casamento gay] legal. Eu acho que todo mundo tem esse direito".
Em março de 2014, a CTAOP estava entre as instituições de caridade que se beneficiaram do evento anual de arrecadação de fundos Fama e Filantropia na noite do 86º Oscar. Theron foi um convidado de honra junto com Halle Berry e o palestrante principal James Cameron.
Em 2015, Theron assinou uma carta aberta para a qual a One Campaign vinha coletando assinaturas; a carta foi endereçada a Angela Merkel e Nkosazana Dlamini-Zuma, instando-as a se concentrarem nas mulheres enquanto atuam como chefes do G7 na Alemanha e da UA na África do Sul, respectivamente, que começarão a definir as prioridades no financiamento do desenvolvimento antes de uma cúpula principal da ONU em setembro de 2015 que estabelecerá novas metas de desenvolvimento para a geração. Em agosto de 2017, ela visitou a África do Sul com Trevor Noah e fez uma doação para a instituição de caridade sul-africana Life Choices. Em 2018, ela fez um discurso sobre a prevenção da AIDS na 22ª Conferência Internacional de AIDS em Amsterdã, organizada pela Sociedade Internacional de AIDS.
Em 22 de junho de 2022, foi anunciado que Theron e Sheryl Lee Ralph receberiam o prêmio Elizabeth Taylor Commitment to End AIDS por seu compromisso em aumentar a conscientização sobre o HIV na gala de arrecadação de fundos Elizabeth Taylor Ball to End AIDS.

### Endossos
Tendo assinado um acordo com John Galliano em 2004, Theron substituiu a modelo estoniana Tiiu Kuik como porta-voz nos anúncios J'Adore da Christian Dior. Em junho de 2024, a Dior anunciou que Theron não seria mais o rosto da J'Adore e seria substituída pela cantora e empresária barbadense Rihanna. Em 2018, ela apareceu em um novo anúncio da Dior J'adore. De outubro de 2005 a dezembro de 2006, Theron ganhou US$ 3 milhões pelo uso de sua imagem em uma campanha publicitária mundial na mídia impressa para relógios Raymond Weil. Em fevereiro de 2006, ela e sua produtora foram processadas por Weil por quebra de contrato. O processo foi resolvido em 4 de novembro de 2008. Em 2018, Theron se juntou a Brad Pitt, Daniel Wu e Adam Driver como embaixadores da marca Breitling, apelidados de Breitling Cinema Squad.

## Vida pessoal
Em 2007, Theron tornou-se cidadã naturalizada dos Estados Unidos, mantendo ao mesmo tempo a sua cidadania sul-africana.
Theron adotou duas crianças: uma filha em março de 2012 e outra filha em julho de 2015. Ela se interessou por adoção desde a infância, quando tomou conhecimento dos orfanatos e do número excessivo de crianças neles. Em abril de 2019, Theron revelou que Jackson, então com sete anos, é uma menina transgênero. Ela disse sobre suas filhas: "Elas nasceram quem são e exatamente onde no mundo ambas se encontram à medida que crescem, e quem elas querem ser, não cabe a mim decidir".
Ela é inspirada pelas atrizes Susan Sarandon e Sigourney Weaver. Ela descreveu sua admiração por Tom Hanks como um "caso de amor" e assistiu a muitos de seus filmes durante sua juventude. Atores de Hollywood não apareciam em revistas na África do Sul, então ela não sabia o quão famoso ele era até se mudar para os Estados Unidos, o que foi inferido como um fator de sua atitude "pé no chão" em relação à fama. Depois que as filmagens de That Thing You Do! terminaram, Theron conseguiu o autógrafo de Hanks em seu roteiro. Mais tarde, ela lhe entregou o prêmio Cecil B. DeMille em 2020, no qual Hanks revelou que tinha uma admiração mútua pela carreira de Theron desde o dia em que a conheceu.
Theron disse em 2018 que foi à terapia na casa dos trinta por causa da raiva, descobrindo que era devido à sua frustração ao crescer durante o apartheid da África do Sul, que terminou quando ela tinha 15 anos.
Em 2019, Theron falou sobre seu método de trabalhar em papéis. Criar uma identidade física junto com a parte emocional do personagem, ela disse, é "um ótimo conjunto de ferramentas que se soma a tudo o mais que você já fazia como ator. É uma coisa caso a caso, mas há, para mim, essa coisa linda que acontece quando você consegue os dois lados: o exterior e o interior. É uma dinâmica realmente poderosa". Ao se preparar para um papel, "eu quase trato isso como estudar. Vou encontrar um espaço onde estou sozinha, onde posso me concentrar, onde não há ninguém na minha casa, e eu posso realmente sentar e estudar e brincar e olhar para o meu rosto e ouvir minha voz e andar por aí e ser uma idiota e meus cachorros são os únicos que estão vendo isso".
Theron é uma fã de longa data da banda inglesa Depeche Mode e foi o apresentador de sua introdução no Rock and Roll Hall of Fame em 2020.

### Relacionamentos
O primeiro relacionamento público de Theron foi com o ator Craig Bierko, com quem ela namorou de 1995 a 1997.
Theron teve um relacionamento de três anos com o cantor Stephan Jenkins até outubro de 2001. Parte do terceiro álbum do Third Eye Blind, Out of the Vein, explora as emoções que Jenkins experimentou como resultado do rompimento.
Theron começou um relacionamento com o ator irlandês Stuart Townsend em 2001, após conhecê-lo no set de Trapped. O casal viveu junto em Los Angeles e na Irlanda. O casal se separou no final de 2009.
Em dezembro de 2013, Theron começou a namorar o ator americano Sean Penn. O relacionamento terminou em junho de 2015. Houve relatos de que eles estavam noivos, e Theron disse que eles nunca ficaram noivos. Theron estrelou o filme de Penn The Last Face (2016), que eles filmaram quando ainda eram um casal.

### Preocupações com a saúde
Theron frequentemente brinca que ela tem mais ferimentos em sets que não são filmes de ação; no entanto, durante as filmagens de Æon Flux em Berlim, Theron sofreu uma hérnia de disco no pescoço, causada por uma queda durante as filmagens de uma série de cambalhotas para trás. Isso exigiu que ela usasse um colar cervical por um mês.[carece de fontes?] Seu ligamento do polegar se rompeu durante as filmagens de The Old Guard quando seu polegar ficou preso na jaqueta de outro ator durante uma cena de luta, o que exigiu três operações e seis meses em um colar de polegar. Durante as filmagens de Atomic Blonde, ela quebrou os dentes de tanto apertar a mandíbula, e fez uma cirurgia dentária para removê-los: "Fiz a remoção e tive que colocar um osso doador lá para curar até eu voltar, e então fiz outra cirurgia para colocar um parafuso de metal lá."
Fora dos filmes de ação, ela tinha uma hérnia de disco na parte inferior das costas enquanto filmava Tully e sofria de um estado de depressão, que ela teorizou ser o resultado da comida processada que ela teve que comer para o corpo pós-natal de sua personagem. Em julho de 2009, ela foi diagnosticada com um vírus estomacal grave, que se acredita ter sido contraído no exterior. Durante as filmagens de The Road, Theron machucou suas cordas vocais ao gritar durante as cenas de parto. Ao promover Long Shot, ela revelou que riu tanto de Borat que seu pescoço travou por cinco dias. Ela acrescentou que no set de Long Shot ela "acabou no pronto-socorro" depois de bater a cabeça em um banco atrás dela quando estava colocando joelheiras.

## Filmografia e prêmios
Theron apareceu em mais de 50 filmes. Ela recebeu um Oscar, um Globo de Ouro e indicações para três British Academy Film Awards e um Emmy Award.